# Golo Brdo (Kaptol)
Golo Brdo is een plaats in de gemeente Kaptol in de Kroatische provincie Požega-Slavonië. De plaats telt 345 inwoners (2001).